# Kinder brauchen uns
Der Verein Kinder brauchen uns e. V. mit Sitz in Mülheim an der Ruhr wurde im Jahr 2001 gegründet. Die Organisation hat es sich zum Ziel gesetzt, humanitäre Hilfe für notleidende Menschen, vor allem für Kinder aus Kriegs- und Krisengebieten zu leisten. Der Satzungszweck wird insbesondere dadurch verwirklicht, dass afghanische Kinder aus ärmsten Verhältnissen und mit schwersten Erkrankungen ärztlich versorgt werden.

## Das Engagement der Einrichtung
Seit 2002 organisierte der Verein regelmäßig Transportflüge erkrankter Kinder von Kabul nach Deutschland. Hier wurden die Kinder bundesweit auf Krankenhäuser verteilt und kostenfrei bzw. mit Hilfe von Spendengeldern medizinisch behandelt. Anschließend wurden die Kinder – während einer zusätzlichen Genesungszeit – für eine Dauer von bis zu sechs Monaten in deutschen wie türkischen Gastfamilien untergebracht. Bis Januar 2009 konnte so über 450 Kindern geholfen werden.
Um den Kindern vor Ort eine Basisausbildung zu vermitteln, wurde im März 2007 das Steinhaus für 85 Kinder (Stand: Januar 2009) in Kabul eröffnet. Dieses bietet Unterkunft und Ausbildungsmöglichkeiten.

## Der Vorsitzende in der Kritik
Der Verein wurde 2001 von Markus Dewender gegründet. Ende 2007 wurde bekannt, dass der von ihm geführte Ehrendoktortitel gekauft und der polnische Doktortitel in Ökonomie gefälscht war. Daraufhin trat er am 8. Januar 2008 zum ersten Mal von seinem Vorsitz zurück. Nachdem sich der Medienwirbel um seine Person gelegt hatte, wurde er noch im gleichen Jahr erneut zum Vorsitzenden des Vereins gewählt.
Anschließend mehrten sich die Vorwürfe gegen die Einrichtung und Dewender wurde unter anderem vorgeworfen, dass
- er ein afghanisches Mädchen in die Obhut eines vorbestraften Sexualstraftäters gegeben habe[5]
- er bei der Einreise afghanischer Kinder gegen die Ausländergesetze verstoßen habe[6]
- er als Vormund für die Kinder ungeeignet sei, weil er Absprachen missachtet und die Kinder in nicht mehr verantwortbare Situationen bringe[7]
- dass die nach Deutschland ausgeflogenen Kinder sehr häufig in christlichen Bekenntnisschulen untergebracht worden seien.[8]

Daraufhin legte Dewender im November 2009 erneut den Vorsitz nieder – nur um wenige Monate später erneut zu kandidieren und ein weiteres Mal gewählt zu werden.
- Am 2. Oktober 2012 berichtete Report München über afghanische Eltern, deren an die Organisation vermittelte Kindern auch nach Jahren nicht nach Afghanistan zurückgekehrt sind.[11]

## Auszeichnungen
- Ende 2007 wurde der Verein mit dem deutschen Kinderpreis in der Kategorie „Sonderpreis“ ausgezeichnet[12]
- Am 29. November 2007 erhielt der Verein in Düsseldorf einen Bambi in der Kategorie „Soziales Engagement“[13]